# Stadion Młodych
Stadion Młodych – dwutygodnik o tematyce sportowej wydawany przez Koło Wychowawców Fizycznych w Warszawie w latach 1935–1936. Gazeta kierowana była do młodzieży szkolnej. Autorami tekstów była młodzież z całej Polski. 